# سفارة إستونيا في روسيا
سفارة إستونيا في روسيا هي أرفع تمثيل دبلوماسي لدولة إستونيا لدى روسيا. تقع السفارة في موسكو وهي تهدف لتعزيز المصالح الإستونية في روسيا.

## وصلات خارجية
- الموقع الرسمي
- قائمة سفارات إستونيا
- قائمة السفارات في روسيا